# سیف سفلی

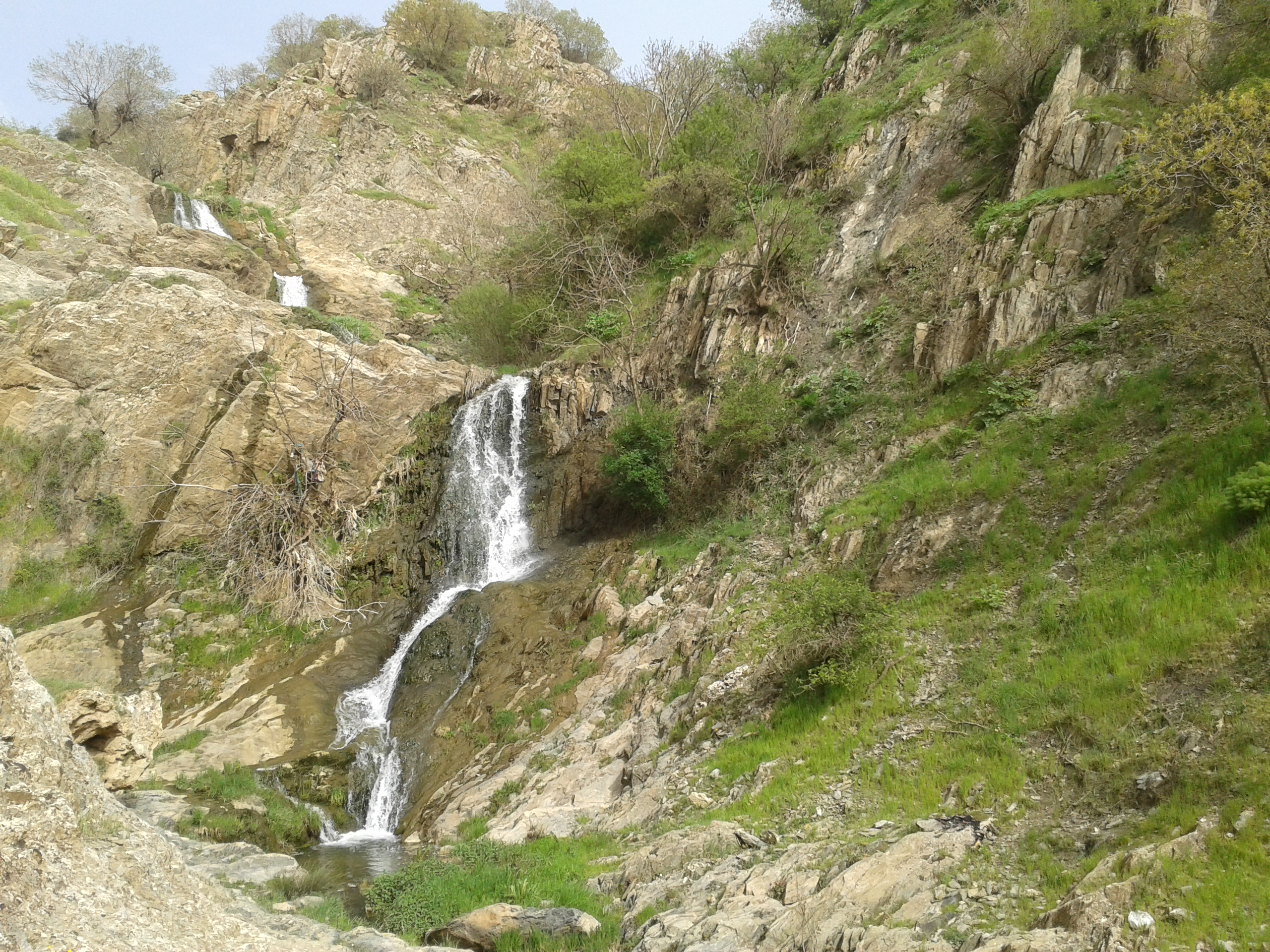
آبشار سیف

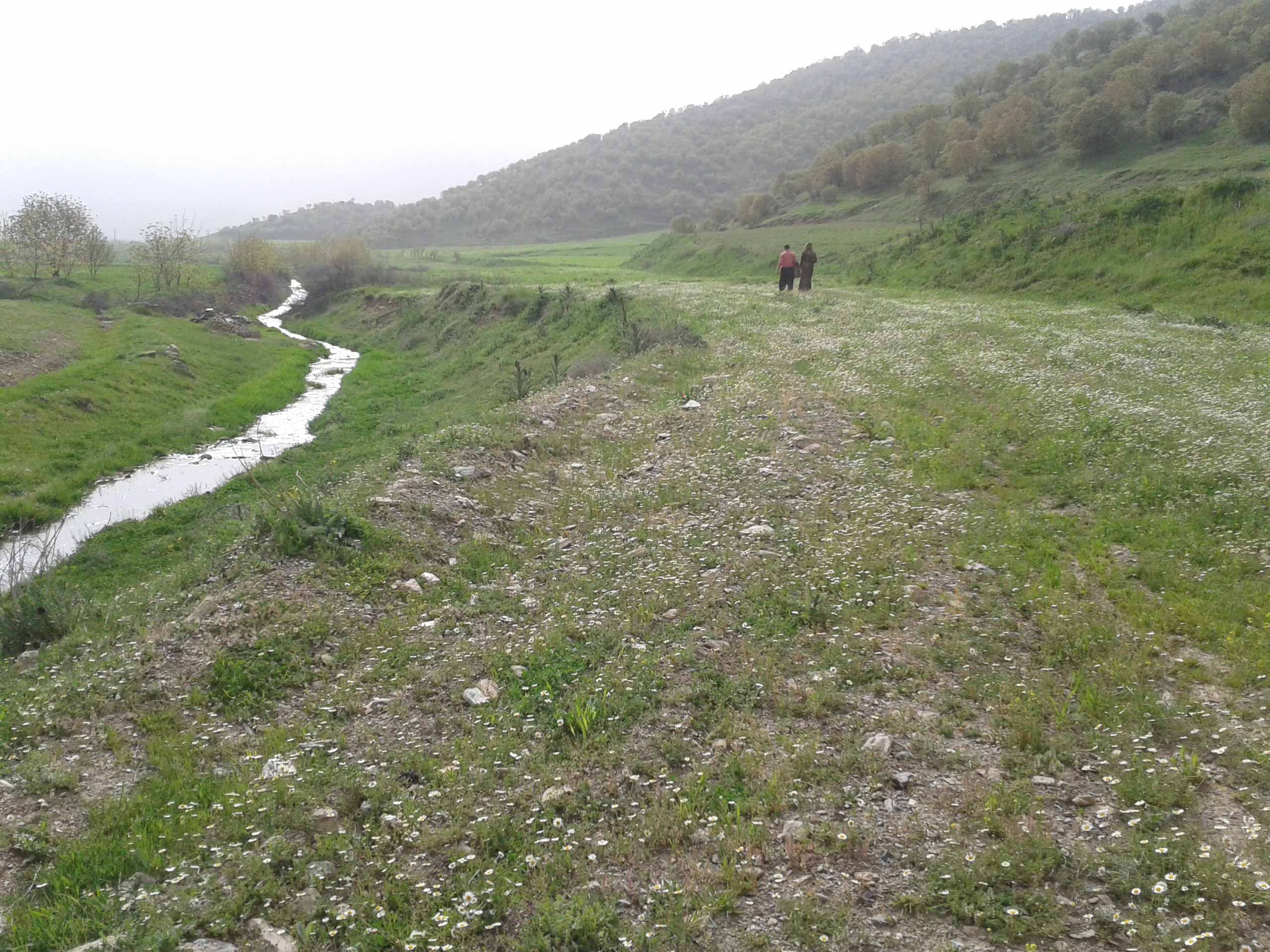
تصویری از دشت سیف در جلوی آبشار

سیف سفلی، روستایی از توابع بخش خاوومیرآباد شهرستان مریوان در استان کردستان است.

## جمعیت
این روستا در دهستان خاوومیرآباد قرار دارد و براساس سرشماری مرکز آمار ایران در سال ۱۳۸۵، جمعیت آن ۵۴۷ نفر (۱۰۴خانوار) بوده‌است.